# Maureen Wroblewitz

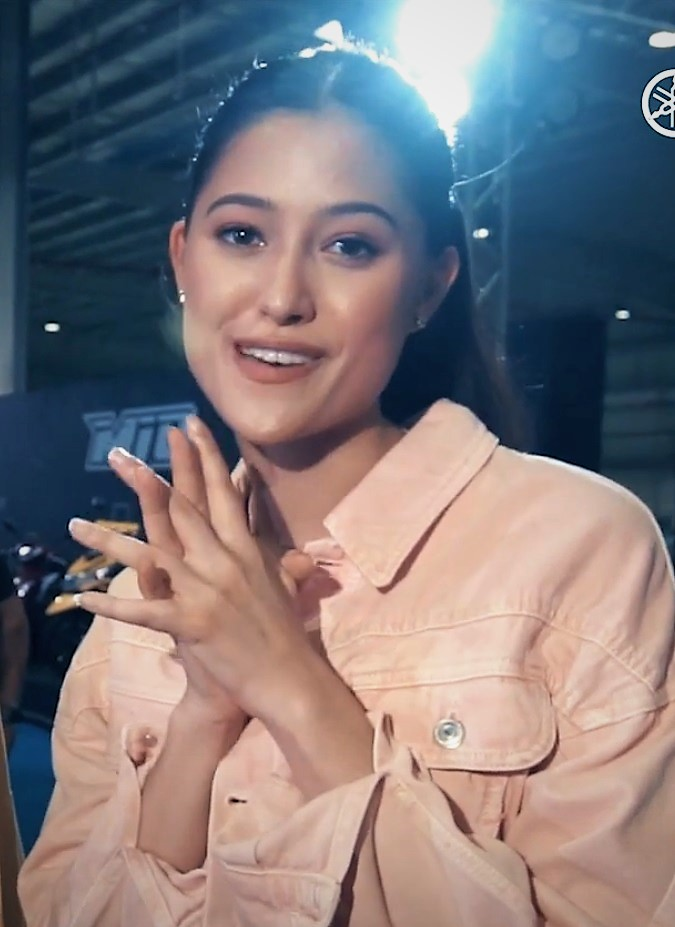
Maureen Wroblewitz, 2019

Maureen Christa Pojas Wroblewitz (* 22. Juni 1998 in Riad, Saudi-Arabien) ist ein philippinisch-deutsches Fotomodel. Einer breiteren Öffentlichkeit bekannt wurde sie 2017 als Gewinnerin der fünften Staffel der Castingshow Asia’s Next Top Model.

## Privatleben
Maureen Wroblewitz ist die Tochter einer philippinischen Mutter und eines deutschen Vaters und wurde in Saudi-Arabien geboren. Ihre Mutter verstarb an Brustkrebs als Maureen 11 Jahre alt war. Sie zog mit 12 Jahren zwischenzeitlich nach Deutschland. Mit 18 Jahren zog sie dann im Jahr 2016 auf die Philippinen, wo sie seitdem lebt und arbeitet.

## Filmographie

### Fernsehen
| Jahr | Titel                                    | Anmerkungen              | Belege |
| ---- | ---------------------------------------- | ------------------------ | ------ |
| 2017 | Asia’s Next Top Model, Staffel 5         | Teilnehmerin, Gewinnerin | [ 5 ]  |
| 2017 | Rated K (Lifestyle-Magazin)              | Gast                     | [ 6 ]  |
| 2017 | Tonight with Boy Abunda (Abend-Talkshow) | Gast                     |        |
| 2017 | The Source                               | Gast                     | [ 7 ]  |
| 2017 | Headstart with Karen Davila              | Gast                     |        |
| 2017 | Mars (Talkshow)                          | Gast                     |        |
| 2018 | Sunday PinaSaya (Varieté-Show)           | Gast                     |        |
| 2018 | Asia’s Next Top Model, Staffel 6         | Gast                     |        |
| 2018 | Eat Bulaga (Varieté-Show)                | Co-Moderator             | [ 8 ]  |

### Musikvideos
| Jahr | Künstler  | Titel                      |
| ---- | --------- | -------------------------- |
| 2018 | JK Labajo | Buwan (Tagalog für „Mond“) |